# Team TreFor
Das Team Virtu Cycling ist ein ehemaliges dänisches Radsportteam mit Sitz in Kolding.
Die Mannschaft wurde 2012 gegründet und nimmt als Continental Team an den UCI Continental Circuits teil. Manager ist Christian Poulsen, der von den Sportlichen Leitern Tom Breschel, Jan Bojsen, Lars Bojsen, Michael Guldhammer, Michael Gregersen, Jens-Erik Madsen und Bjorn Ask Nielsen unterstützt wird.
Ende der Saison 2013 wurde die Mannschaft nach einer Fusion mit Blue Water Cycling aufgelöst.

## Saison 2013

### Erfolge in der UCI Europe Tour
| Datum   | Rennen                            | Kat. | Fahrer                 |
| ------- | --------------------------------- | ---- | ---------------------- |
| 25. Mai | 1. Etappe Course de la Paix (U23) | 2.2U | Asbjørn Kragh Andersen |

### Abgänge – Zugänge
| Zugänge                 | Team 2012                            | Abgänge           | Team 2013                     |
| ----------------------- | ------------------------------------ | ----------------- | ----------------------------- |
| Rasmus Christian Quaade | Blue Water Cycling                   | Aske Vorre        | Blue Water Cycling            |
| Rasmus Mygind           | Designa Køkken-Knudsgaard            | Nicki Rasmussen   | Designa Køkken-Knudsgaard     |
| Jesper Mørkøv           | J.Jensen-Sandstød Salg og Event      | Thomas Madsen     | J.Jensen-Ramirent             |
| Kaspar Larsen           | Team Concordia Forsikring-Himmerland | Kristian Haugaard | Leopard-Trek Continental Team |
| Andreas Rosenberg       | Team Concordia Forsikring-Himmerland | Jens-Erik Madsen  | Karriereende                  |
| Nicklas Bøje-Pedersen   | Neoprofi                             | Jannik Hansen     | Unbekannt                     |
| Casper von Folsach      | Neoprofi                             | Klaus Kristensen  | Unbekannt                     |
| Søren Kragh Andersen    | Neoprofi                             | Rasmus Kristensen | Unbekannt                     |
| Patrick Olesen          | Neoprofi                             | Rasmus Lund       | Unbekannt                     |
| Frederik Plesner        | Neoprofi                             | Klaus Stenger     | Unbekannt                     |
| Emil Vinjebo            | Neoprofi                             | Michael Tronborg  | Unbekannt                     |
|                         |                                      | Rasmus Vorre      | Unbekannt                     |

### Mannschaft
| Name                    | Geburtstag         | Nationalität | Team 2014                    |
| ----------------------- | ------------------ | ------------ | ---------------------------- |
| Nicklas Bøje-Pedersen   | 8. September 1994  | Dänemark     | Globeteam-Siesta Homes Group |
| Casper von Folsach      | 30. März 1993      | Dänemark     | Team TreFor-Blue Water       |
| Thomas Guldhammer       | 31. Juli 1987      | Dänemark     | Karriereende                 |
| Mathias Hemmsen         | 11. Januar 1993    | Dänemark     |                              |
| Asbjørn Kragh Andersen  | 9. April 1992      | Dänemark     | Christina Watches-Kuma       |
| Søren Kragh Andersen    | 10. August 1994    | Dänemark     | Team TreFor-Blue Water       |
| Kaspar Larsen           | 13. April 1987     | Dänemark     | Riwal Platform Cycling Team  |
| Jesper Mørkøv           | 11. März 1988      | Dänemark     | Globeteam-Siesta Homes Group |
| Rasmus Mygind           | 8. Mai 1989        | Dänemark     | Team TreFor-Blue Water       |
| Patrick Olesen          | 9. Oktober 1994    | Dänemark     | Leopard Development Team     |
| Frederik Plesner        | 3. Januar 1994     | Dänemark     | Team TreFor-Blue Water       |
| Rasmus Christian Quaade | 7. Januar 1990     | Dänemark     | Team TreFor-Blue Water       |
| Andreas Rosenberg       | 29. September 1993 | Dänemark     |                              |
| Emil Vinjebo            | 24. März 1994      | Dänemark     | Cult Energy Vital Water      |

## Saison 2011

### Mannschaft
| Teamkader 2011           | Teamkader 2011     | Teamkader 2011 | Teamkader 2011  |
| Name                     | Geburtsdatum       | Land           | Vorheriges Team |
| ------------------------ | ------------------ | -------------- | --------------- |
| Jannik Hyldtoft Hansen   | 19. September 1988 | Dänemark       |                 |
| Michael Damm Kohberg     | 26. Oktober 1989   | Dänemark       |                 |
| Rasmus Kristensen        | 5. Oktober 1990    | Dänemark       |                 |
| Thomas Wraae Madsen      | 17. November 1988  | Dänemark       |                 |
| Klaus-Hieronymus Stenger | 3. Juni 1986       | Dänemark       |                 |
| Rasmus Vorre Louring     | 13. November 1990  | Dänemark       |                 |
|                          |                    |                |                 |
| Quelle: UCI              |                    |                |                 |

Anmerkung: Jannik Hyldtoft Hansen
Anmerkung: Michael Damm Kohberg
Anmerkung: Rasmus Kristensen
Anmerkung: Thomas Wraae Madsen
Anmerkung: Klaus-Hieronymus Stenger

## Platzierungen in UCI-Ranglisten
UCI Europe Tour
| Saison | Mannschaftswertung | Fahrerwertung                  |
| ------ | ------------------ | ------------------------------ |
| 2012   | 120.               | Asbjørn Kragh Andersen (993.)  |
| 2013   | 75.                | Rasmus Christian Quaade (322.) |